# Банаш, Йожеф
Йожеф Банаш (венг. Bánás József; 5 февраля 1894, Цифер, Австро-Венгрия — 3 марта 1973, Арона, Италия) или Йозеф Банас — венгерский футболист и тренер. Играл на позиции полузащитника. Банаш — первый иностранный футболист «Милана», приглашённый в клуб после окончания Первой мировой войны.

## Карьера
Йожеф Банаш родился в городе Цифер. В возрасте 4-х лет его семья переехала в Будапешт, где он начал свои выступления в местном клубе «Ференцварош». С 1913 года Йожеф играл за команду «Вашаш», одновременно с этим выступая и за сборную Венгрии. В 1919 году Банаш вернулся в Чехословакию, где провёл 6 лет в клубе «Теплицер».
В 1924 году президент итальянского «Милана» Пьеро Пирелли совершил несколько поездок за границу Италии, в поисках игроков, способных укрепить состав команды. Так Пирелли нашёл Банаша и пригласил его в состав миланского клуба. 5 октября 1924 года Банаш дебютировал в составе «Милана» в матче с клубом «Андреа Дориа», в котором «Милан» одержал победу 2:0. Банаш провёл почти полный сезон в составе «россонери», за исключением нескольких игр весной, когда венгерский футболист был вынужден 15 дней почти ничего не есть, чтобы удалить токсины, накопленные футболистом за зиму. В следующем сезоне Банаш серьёзно травмировал колено в матче с клубом «Алессандрия». После этого он провёл ещё несколько матчей, однако не смог продолжать выступления и вернулся на родину. Последний матч за «Милан» Банаш провёл 18 июля 1926 года с «Падовой», где Милан потерпел поражение со счётом 2:4.
В 1930 году Банаш вернулся в Италию, став тренером «Кремонезе». После этого он работал со множеством итальянских команд, включая «Милан», «Венецию», «Падову», «Брешию» и «Палермо». Работа Банаша характеризовалась частым привлечением в команду молодых игроков. При нём в профессиональном футболе дебютировал Эцио Лойк. Учениками Банаша считаются тренеры Нерео Рокко и Роберто Бонаццони. Также с 1959 по 1961 год Банаш работал в «Милане» в качестве тренера-консультанта.